# Thaumatoncus
Thaumatoncus es un género de arañas araneomorfas de la familia Linyphiidae. Se encuentra en Argelia, Túnez y Francia.

## Lista de especies
Según The World Spider Catalog 12.0:
- Thaumatoncus indicator Simon, 1884
- Thaumatoncus secundus Bosmans, 2002